# 座天使

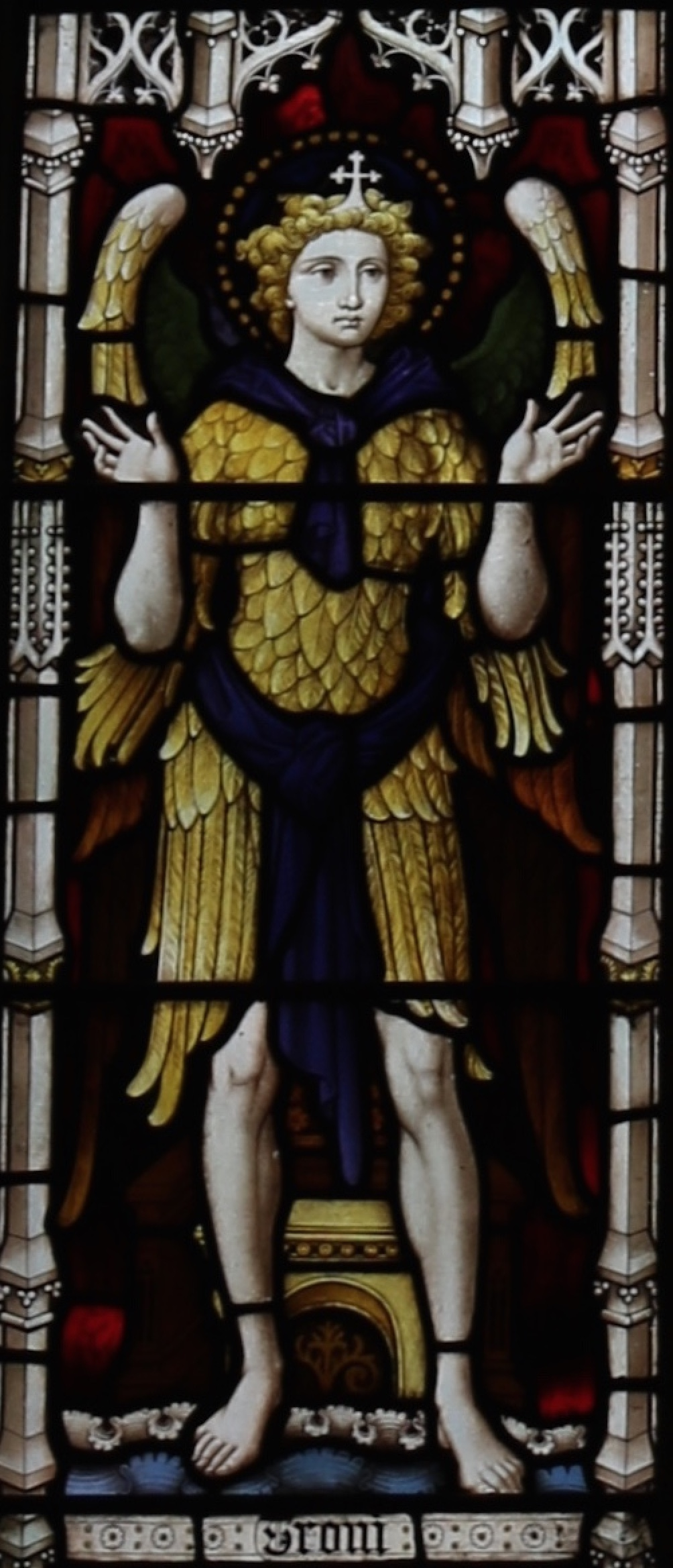
座天使、ステンドグラス、聖ミカエル及諸天使教会、ソマートン、サマセット、イングランド。

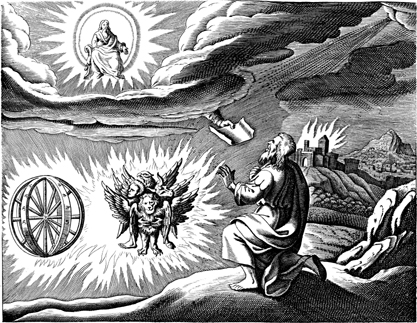
旧約聖書『エゼキエル書』1:4-5に登場する天使。左の車輪がオファニム

座天使（ざてんし、ソロネ（Throne）、スローンズ (Thrones)、またはガルガリン (Galgalim)）は、神学に基づく天使のヒエラルキーにおいて、第三位に数えられる上級天使の総称。日本正教会ではギリシャ語から宝座と訳されている。オファニム (Ofanim オファニムの英語版記事)と同一視されることもある。
名は「玉座」や「車輪」の意で、唯一神たる主の戦車を運ぶ者とされる。また、「意思の支配者（Lords of Will）」の異名も持つ。
物質の体をもつ天使としては最上級にあたり、主に燃え盛る車輪の姿で描かれる。
座天使の指揮官は、ザフキエルまたはラファエルとされる。